# Main d'Irulegi
Pour les articles homonymes, voir Irulegi.
La Main d'Irulegi (Irulegiko eskua en basque) est une amulette apotropaïque en bronze datant du Ier siècle av. J.-C., représentant une main droite et trouvée en 2021 lors de fouilles archéologiques dans un village de l'Âge du fer près du château d'Irulegi, une place forte à Aranguren, à l'est de Pampelune en Navarre.
Son étude a mis en évidence quatre lignes de texte, gravées sur la paume, en syllabaire ibérique et vraisemblablement en langue vasconne (protobasque) ou aquitaine, le premier mot étant clairement identifiable à la langue basque actuelle. Cette inscription semble bien représenter une forme ancienne de la langue et en serait alors le témoignage le plus ancien,,.
Jusqu'à présent, les érudits avaient supposé que les Vascons n'avaient pas de langue écrite appropriée — à l'exception des mots trouvés sur les pièces de monnaie — et n'ont commencé à écrire qu'après que les Romains ont introduit l'alphabet latin. Mais les cinq mots écrits en 40 caractères identifiés comme vasconiques suggèrent le contraire.
Cet élément en forme de main a été trouvé à l'entrée d'une maison, entouré de charbon et, une fois interprétée une partie des inscriptions et considérant qu'il a un trou sur le côté, les chercheurs pensent qu'il pourrait s'agir d'un objet apotropaïque placé à l'entrée de la maison pour porter chance ou saluer, comparable aux eguzki-lore qui sont habituellement placés sur les portes et fenêtres des maisons basques afin de repousser le mal et protéger les habitants. 
L'objet est actuellement exposé au Musée de Navarre à Pampelune. 

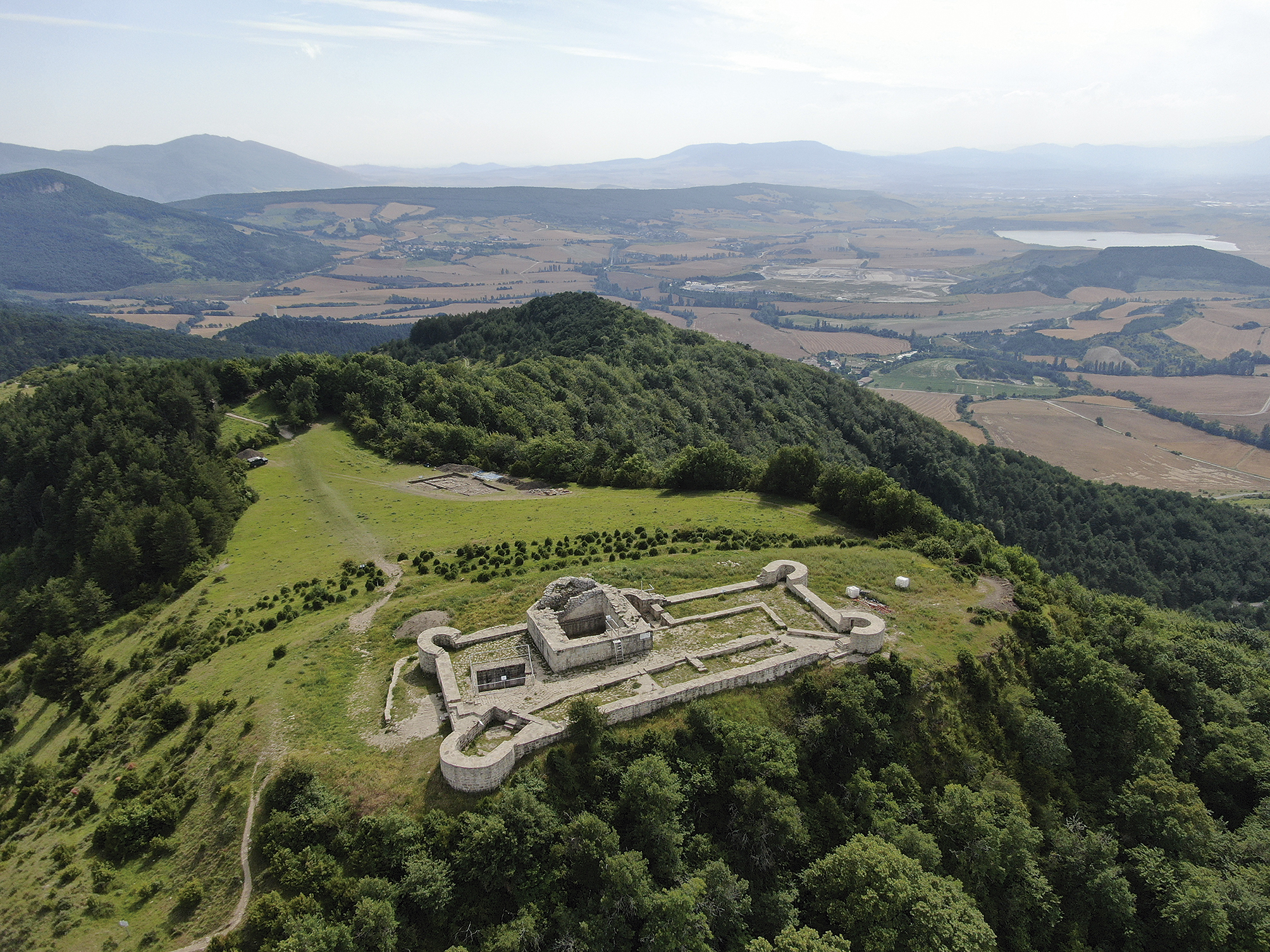
Le château d'Irulegi en Navarre.

## Découverte archéologique
La main a été trouvée par Leire Malkorra, de l'équipe de Mattin Aiestaran, le 18 juin 2021.
Le 13 juillet 2021, la Main d'Irulegi est confiée aux autorités du gouvernement de Navarre, avec d'autres pièces de la fouille archéologique, sans savoir qu'elle porte une écriture.
Le 18 janvier 2022, lors du processus de nettoyage, la restauratrice Carmen Usua remarque des écritures. La main ayant des ongles dessinés, elle devine premièrement que c'est une main droite, puis fait le processus de nettoyage et de "lecture" avec les doigts de la main vers le haut. Les premiers épigraphistes qui ont étudié les lettres remarquent que la lecture est inversée et, en conséquence, que les doigts pointent vers le bas. En collaboration avec Usua, la restauratrice Berta Balduz acheve le processus de restauration.
La Main d'Irulegi est présentée à la presse le 14 novembre 2022 par le gouvernement de Navarre et l'Association scientifique Aranzadi,.

## Site

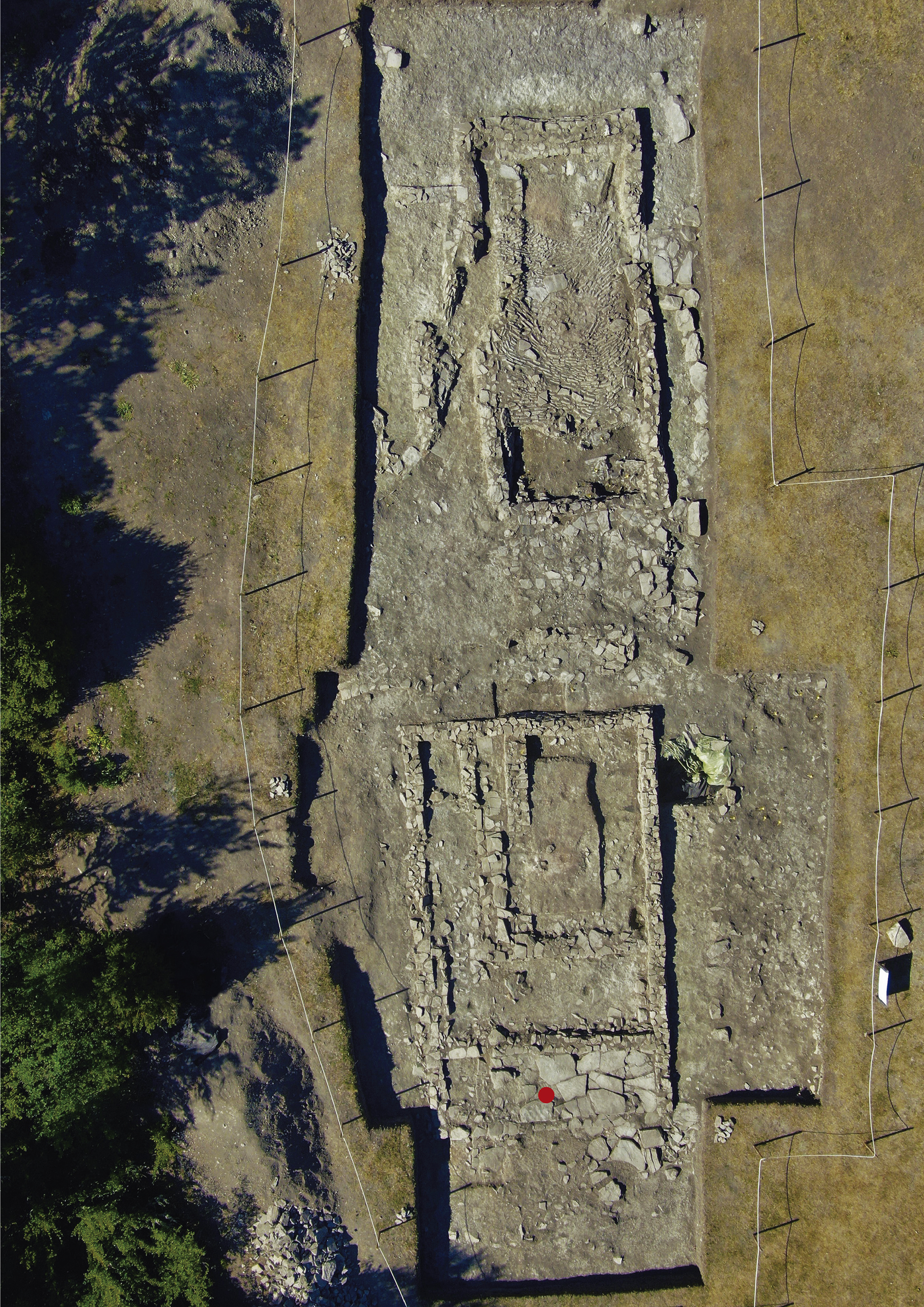
Lieu où a été trouvée la Main d'Irulegi.

La main est trouvée dans le village de l'âge du fer d'Irulegi près du château d'Irulegi. La montagne Irulegi culmine à 893 mètres et le village se trouve quelques mètres plus bas, ce qui démontre que c'est l'un des exemples évidents de villages fortifiés de la région. Il bénéficie d'une situation géographique privilégiée, avec une vue à 360 degrés sur Pampelune et sur les cols qui relient le sud de la Haute-Navarre aux vallées des Pyrénées ; cela lui a donné une valeur défensive importante.
Le site actuel est de 2,2 hectares à la base du château. Au fil des siècles, il est devenu de plus en plus grand, jusqu'au Ier siècle av. J.-C., où il atteint 14 ha, avec des espaces pour l'agriculture et l'élevage. Le camp était entouré de murs. Bien qu'il soit difficile de calculer le nombre d'habitants, on estime qu'entre 100 et 200 personnes pouvaient y habiter.
Les habitants choisissaient des zones plus élevées pour y vivre, en raison de la croissance démographique et de l'aggravation du climat (pluvieux et froid), et quand les ressources sont devenues plus rares. En conséquence, des proto-cités stables ont été placées afin qu'elles soient facilement défendables et fortifiées ; là, les habitants vivaient à la fois de l'agriculture et de l'élevage, tout en étant des guerriers. Irulegi, avec deux ou trois autres lieux, était l'une des places qui structuraient la population de Pampelune, probablement avant l'arrivée des Romains et la création de Pompaelo (aujourd'hui Pampelune) dans les années 74 ou 75 av. J.-C.
Ce village a été abandonné au Ier siècle av. J.-C. lorsque les successeurs de la Rome antique sont arrivés. Vers 82 avant J.-C., la ville est vidée en raison de la guerre sertorienne. Considérant tout le matériel trouvé dans la région, les archéologues ont conclu que les habitants avaient dû tout laisser chez eux et s'enfuir.

## Caractéristiques

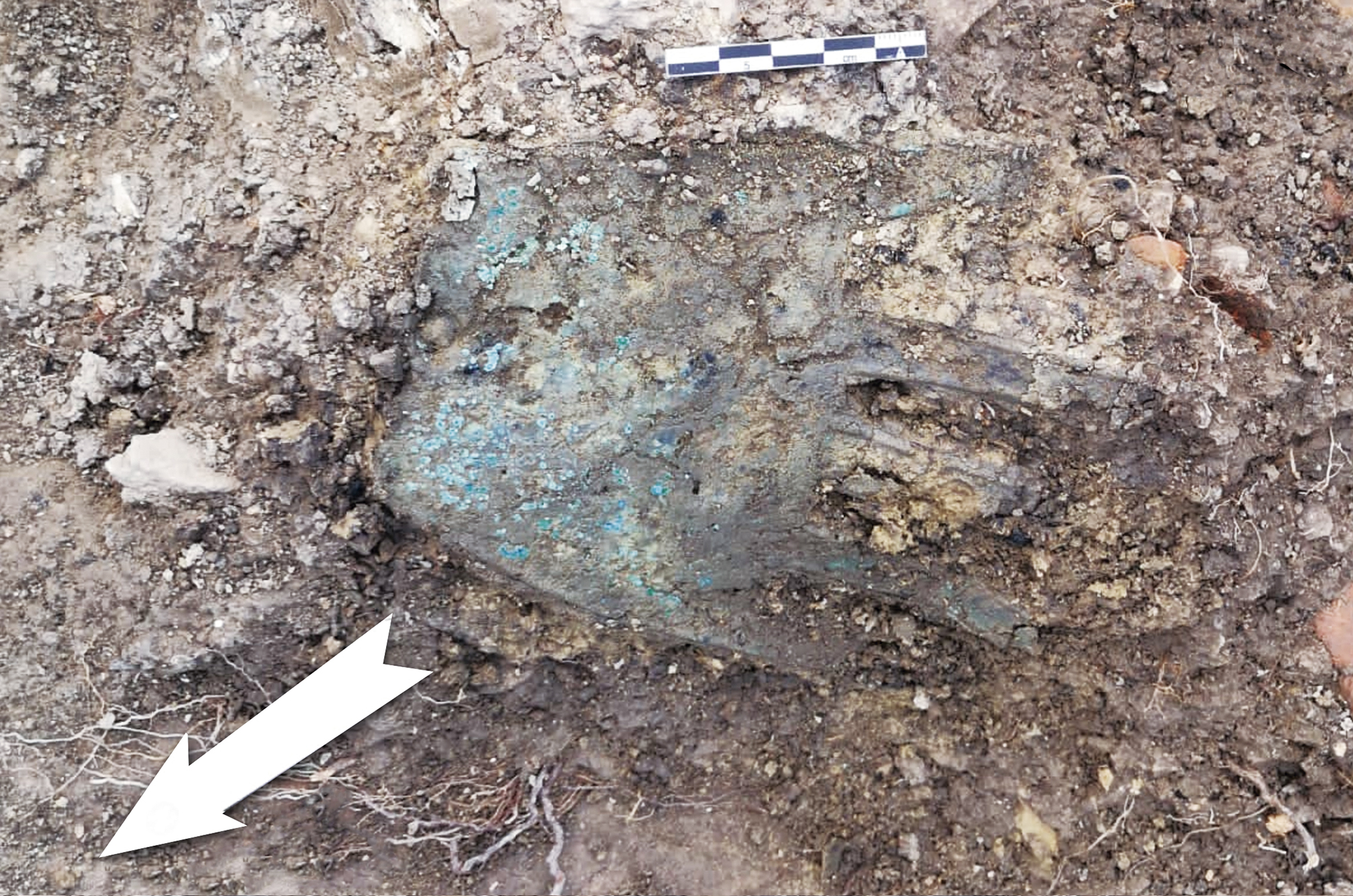
Photo du moment où la main a été trouvée.

La pièce est en bronze et sa patine est composée à 53 % d'étain, 41 % de cuivre et 2 % de plomb, ce qui est, selon la société Aranzadi, courant dans les alliages anciens. Elle mesure 143,1 mm de long, 127,9 mm de large et 1,09 mm d'épaisseur et pèse 35,9 g.
L'objet a l'apparence d'une main droite, environ de taille naturelle. La zone de la paume de la main est plate et a les ongles marqués, bien que trois doigts n'aient pas été bien conservés : l'annulaire, le majeur et l'index. Les doigts regardent vers le bas, car il y a un trou de 6,5 mm de diamètre sur le dessus, dans la zone correspondante au poignet. L'état du trou révèle que la pièce n'était pas suspendue, mais qu'elle était probablement clouée dans le bois, sur un support souple. Les restaurateurs ont conclu que le clou qui se trouvait dans la fosse ou ce qui jouait le rôle de support n'était pas en fer, car il n'y a aucune trace de rouille.

## Texte

### Système d'écriture
Le texte a été étudié par Javier Velaza, professeur à l'Université de Barcelone, avec le linguiste de l'Université du Pays basque Joaquín Gorrotxategi. Selon lui, « en partant de la pièce d'Irulegi, on peut dire qu'il existait un système graphique propre au Bascon (Vascon), ».
|   |      | g/k | b   | d/t  |   |      |    |      |
| - | ---- | --- | --- | ---- | - | ---- | -- | ---- |
| a | a201 | ka1 | ba1 | ta1  | s | s102 | ś  | ś1   |
| e | e1   | ke2 | be1 | te15 | ŕ | ŕ3   | ř  |      |
| i | i102 | ki1 |     | ti4  | l | l1   | r  | r1   |
| o | o1   | ko1 | bo2 | to2  |   |      | n  | n102 |
| u | u1   | ku1 | bu1 | tu1  |   |      | ń? | ḿ5   |

|   |      | g/k | b   | d/t   |   |      |   |      |
| - | ---- | --- | --- | ----- | - | ---- | - | ---- |
| a | a101 | ka1 | ba1 | ta1   | z | s102 | m | n101 |
| e | e8   | ke7 | s5  | te1   | s | ś1   | n | ḿ402 |
| i | i101 | ki1 | bi1 | ti101 | r | ŕ3   | l | l2   |
| o | o1   | ko1 | bo2 | to1   |   |      |   |      |
| u | u3   | ku1 | bu1 | tu201 |   |      |   |      |

Le texte est écrit en écriture vasconique, et il est similaire à la variante de l'écriture ibérique du Nord-Est, mais il comporte une lettre qui a été créée uniquement par les Basques, pour adapter les sons de leur langue. C'est une sorte de «T» apparue dans les deux pièces de l'époque, donc les experts comme Javier Velaza, affirment qu'il s'agit d'une variante basque spécifique. Cependant, certaines personnes, comme le linguiste Ander Ros, ont exprimé des doutes quant à l'utilité du caractère unique de ce graphème unique pour définir une écriture spécifique.

### Transcription

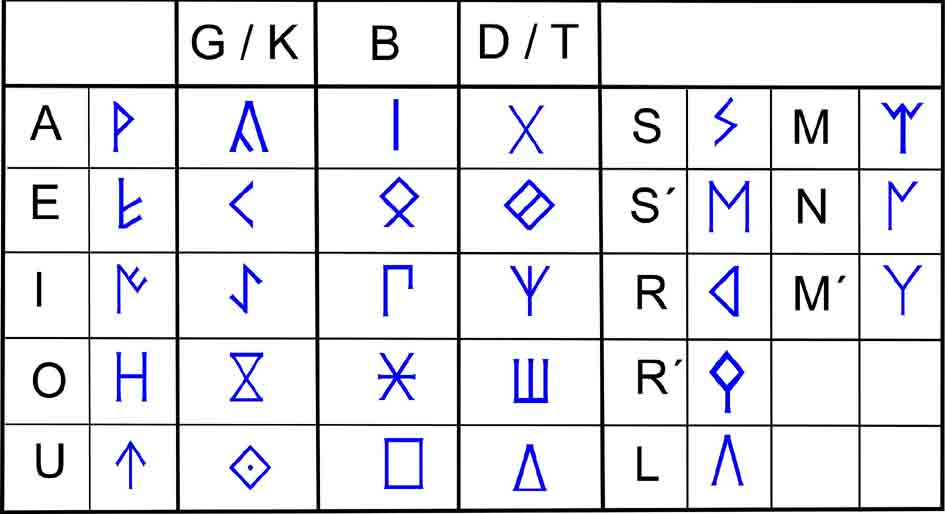
Système d'écriture ibérique du Nord-Est.

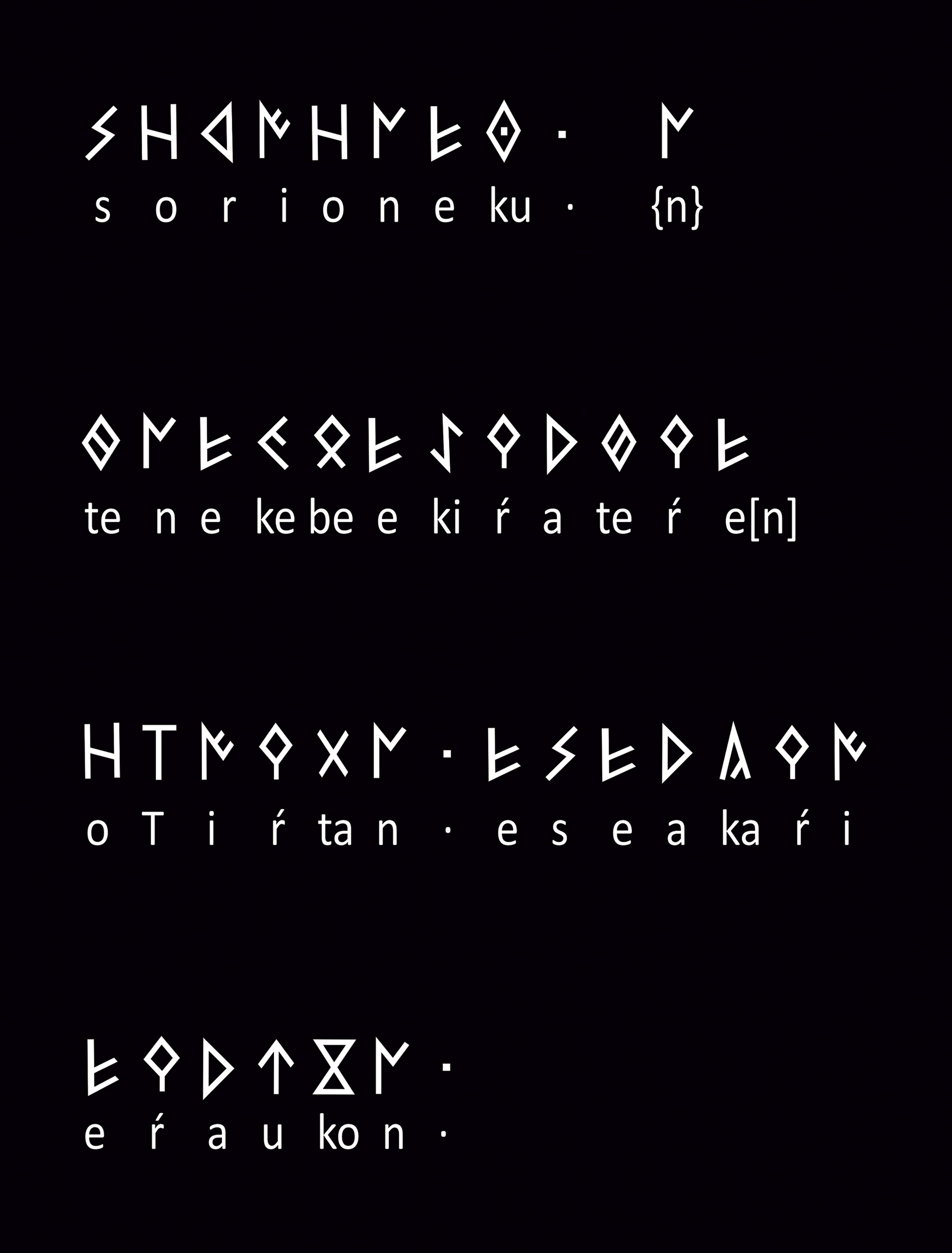
Transcription en caractères latins.

Première reproduction et transcription du texte ressemble à ceci. Le texte est transcrit comme suit :
| s102 · o3 · r1 · i1 · o3 · n1 · e1 · ku1 · p3 · n1 · te1 · n1 · e1 · ke2 · be1 · e1 · ki1 · ŕ3 · a2 · te1 · ŕ3 · e1 · o3 · T1 · i1 · ŕ3 · ta1 · n1 · p5 · e1 · s102 · e1 · a2 · ka1 · ŕ3 · i1 · e1 · ŕ3 · a1 · u3 · ko1 · n1 · p3 |  | sorioneku · {n} tenekebeekiŕateŕe[n] oTiŕtan · eseakaŕi eŕaukon · |

Le premier mot est identifié au basque zorioneko (ou -ke, signifiant « de bonne chance ».
Le « T » majuscule dans le mot oTiŕtan dans cette transcription ne représente pas un son particulier : le graphème est inconnu, et comme il a la forme d'un T majuscule dans l'écriture, il a été transcrit ainsi. Il a été appelé « T vasconique ».
Il existe un autre graphème inconnu, qui a été transcrit avec la lettre ř: il ressemble à , mais a une ligne horizontale au milieu.  a été considéré comme une variante du graphème. Dans cette reproduction, il est représenté ainsi .
Le chercheur Joan Ferrer i Jané interprète le texte d'une manière différente, considérant que le graphème T figurait dans l'alphabet de Can Rodon.
| s102 · o3 · r1 · i102 · o1 · n102 · e1 · ke2 · n102 · ku1 · n102 · e1 · ke2 · e1 · ki1 · a202 · te1 · ŕ3 · e1 · o1 · ḿ501 · i102 · ta1 · ś1 · e1 · s102 · e1 · a2 · ka1 · ŕ3 · i102 · e1 · ŕ3 · a2 · u1 · ko1 · n102 |  | sorioneke kunekeřekiřateŕe//n ońiřtaśese akaŕi eŕaukon |

En suivant le tracé des points, qui diffère de celui des traits, le texte a été interprété comme suit :
| s102 · o3 · r1 · i102 · o1 · n102 · e1 · ku1 · p3 · n102 · ku301 · n102 · e1 · ke2 · be1 · e1 · ki1 · ŕ3 · a202 · te1 · ŕ3 · e1 · o1 · T1 · i102 · ŕ3 · ta1 · n102 · p5 · e1 · s102 · e1 · a2 · ka1 · ŕ3 · i102 · e1 · ŕ3 · a102 · u3 · ko1 · n102 · p3 |  | sorioneku · kunekebeekiŕateŕe//n oTiŕtan · eseakaŕi eŕaukon · |

Après le nettoyage du bronze, Aiestaran et son équipe ont proposé qu'au lieu de tenekebee dans la deuxième ligne d'ouverture, on devrait lire kunekebee (ou kunekeře), car le signe est traversé par la ligne de support. De cette façon, les différents problèmes rencontrés par le te- initial seraient résolus.

## Avis d'experts

### Contexte consensuel
Les experts qui ont d'abord analysé le texte ont souligné l'importance de la découverte du point de vue de la linguistique et la certitude que le texte est dans la langue des Vascons.
L'inscription se compose de cinq mots répartis en quatre lignes. Le système graphique utilisé pour écrire le texte appartient au système ibérique, mais présente certaines caractéristiques qui ont conduit à le cataloguer comme un système spécifique au territoire vascon.
La Main d'Irulegi introduit des nouveautés importantes dans le monde archéologique et linguistique. D'une part, elle confirme l'existence d'un système graphique spécifique dérivé du signaire ibérique appelé « signaire vasconique ». En outre, elle certifie l'emploi de la langue vasconique dans la zone géographique où elle a été découverte au début du 1er siècle av. J.-C., c'est-à-dire il y a plus de 2000 ans.
L'amulette représente aussi une singularité en ce qui concerne la typologie linguistique et la morphologie du support (une main clouée avec les doigts vers le bas) et la technique d'inscription utilisée (pointée après un gribouillage).
La pièce — avec une inscription de cinq mots, dont le premier est sorioneku — montre que, comme on le supposait déjà ces dernières années, les Vascons étaient alphabétisés et disposaient d'un système graphique propre dérivé d'une variante du signaire paléo-hispanique.
La main d'Irulegi est interprétée comme une rubrique rituelle et apotropaïque qui serait située à l'entrée du logement. De plus, l'utilisation du mot sorioneku (chanceux/heureux) fait indubitablement référence à un monde personnel, rituel et immatériel. Joaquin Gorrotxategi avance ainsi que "derrière ce mot il peut y avoir une divinité basque liée à la fortune" et qu'il pourrait s'agir d'une offrande à la déesse Sorioneke,.

### Premières approches positives
Le linguiste de l'UPV, Joakin Gorrotxategi, a souligné que la découverte et l'excavation de la Main d'Irulegi ont été réalisées avec toutes les garanties, puisque le processus d'extraction du sol a été enregistré en vidéo et en photographie. Quant à l'écrit, Gorrotxategi a souligné que, malgré les quatre lignes, c'est un texte complet, pas une fraction: « Quatre lignes avec son début et sa fin. C'est très important, nous avons toute l'enseigne. Nous n'avons pas trouvé une partie du support avec une partie de l'inscription. » De plus, il estime que les lettres du texte peuvent être lues clairement : « En enlevant une ou deux lettres au maximum, on peut lire, on identifie bien les lettres ».
L'épigraphe navarrais Javier Velaza affirme que la découverte a ouvert une voie inattendue en considérant que l'écriture est écrite en basque de l'époque comme quelque chose d'incontestable : « Il y a une surprise : le premier mot est sorioneku et, au moment de transcrire le texte, on lit et interprète très vite et très évidemment qu'il est écrit en basque »
L'archéologue Mattin Aiestaran est convaincu que le site d’Irulegi devrait comporter davantage d'articles de valeur : « Nous n'avons aucun doute qu'il y aura plus de découvertes à Irulegi ».

### Approches sceptiques
Sans renoncer à l’optimisme des premiers moments de la découverte, les linguistes Blanca Urgell et Borja Ariztimuño ont recommandé d'être prudents. Ils estiment qu'il n'y a pas encore assez de preuves pour soutenir que le premier mot sorioneku veut dire bonheur: « Dans les noms aquitains, il y a apparemment sori et on aussi. En outre, dans les patronymes basques, on retrouve Onso et Onse, de sorte que ces deux parties peuvent être considérées comme valides avec ce que nous savons jusqu'à présent », a expliqué Urgell.
Le linguiste Asier Gabikagojeazkoa est du même avis. Il est difficile de relier "sorioneku" avec "zorioneko",  les mots<sori> et <on> étaient déjà apparus en onomastique : "Sori", "Soris", "Sorinus" (Gorroxategi lui-même les relie au mot "txori" - « oiseau », « chance »), Onso et Onse sont des noms de personnes trouvées sur des pierres tombales dans la région de Tierras Altas, située dans la province de Soria, ainsi que <bon> en tant que composant dans divers noms ("Bonbelex", "Boncoxsi", "Bonnexis", "Bonnoris", "Bonnoxus", "Bonsilex", "Bontar", "Bonten", "Bonxoni", "Bonxorius", "Bonxus", "Cissonbonnis").
Selon Ariztimuño, c'est compréhensible et cela sorion pourrait être d'origine basque, mais <eku> est plus problématique, car <ko> apparaît également dans le même texte, et il est difficile de passer phonétiquement de l'un à l'autre, sans changer aussi les autres éléments. Il note aussi qu'il y a les mots <garri> et <ese> qui se prètent à discussion, et plus encore l'interprétation de ce dernier comme maison ("etxe", en basque).
Les linguistes Urgell et Ariztimuño sont pourtant d'accord : selon eux, pour interpréter le sens, il faut bien diviser les mots, car il faut s'attendre à ce que le texte soit composé de mots courts, selon Urgell. À cette fin, Ariztimuño indique que les lignes et les points du script sur la Main d'Irulegi doivent être prises en compte, et qu'il faut étudier soigneusement à quoi ressemblaient ces distributions, selon Gabikagojeazkoa.
On s'attend à de nouvelles interprétations futures,.

## Autres mains
Comme il est courant en archéologie, des pièces similaires avec des contextes géographiques et chronologiques proches ont été analysées, dans le but de rechercher des similitudes et d'en déterminer une signification fonctionnelle ou culturelle. Jusqu'à présent, aucune recherche n'a été effectuée et les véritables similitudes restent à établir.
Les linguistes Mikel Belasko et Javier Velaza ont mentionné la Main d'Alcubierre,. Dans la ville d'Alcubierre à Huesca, dans le site archéologique ibérique de Puyalcalá, un objet en plomb du IIe siècle av. J.-C. en forme de main a été trouvé : il mesure 16,2 mm de haut, 102,0 mm de large et il a un trou près de l'endroit où se trouverait le poignet, peut-être pour le suspendre. Les Ilergetes étaient les voisins des Vascons. La main est actuellement au musée de Huesca.
Il apparaît une main gravée sur la stèle de l'oppidum ibéro-romain de El Palao de Alcañiz à Teruel ("Stèle n° 1 d'El Palao"). La main est représentée "à l'envers" dans une scène de guerre,. En revanche, dans le village de La Vispesa à Huesca, une stèle cubique montre des mains en relief. Toutes les mains sont droitières et ont des ongles bien marqués. Comme auparavant, elles sont inclus dans une scène de guerre. Pour Ignasi Garcés Estallo, la colonne de la stèle est présentée à l'envers au musée de Huesca, ainsi les mains seraient représentées avec les doigts pointés vers le bas, comme celle d'Irulegi. Les Ibères coupaient les mains et les têtes de leurs ennemis, et dans le cas des têtes, on sait qu'ils les exposaient. On pense que, la main représentait la main coupée de l'ennemi, et qu'elles servaient à indiquer la victoire.

### Tessère d'hospitalité

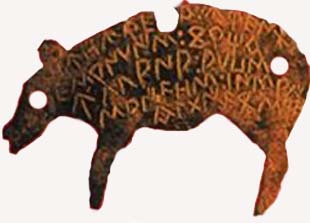
Tessère avec écrit un pacte d'hospitalité, El Burgo de Osma à Soria, trouvé dans le site archéologique de la ville d'Uxama Argaela. Elle a 5'5 cm. de long, 4'5 de haut et 1'5 cm d'épaisseur.

D'autres objets romains et pré-romains qui peuvent être similaires en apparence et en fonctionnalité sont les tessères d'hospitalité (tessera hospitalis), instrument de sociabilité et de romanisation dans la péninsule Ibérique. Ces tessères étaient principalement des objets en bronze, dans une vaste variété de formes et étaient généralement divisées en deux. Il y a aussi celles en forme de mains croisées. Souvent, deux pièces qui se chevauchaient étaient fabriquées, par exemple, les deux mains de Paredes de Nava (Castille). Les tessères de bonne hospitalité étaient généralement petites et, dans la plupart des cas, faites avec une technique de sculpture ronde-bosse.
Fonctionnellement, ces objets reflétaient des accords institutionnels entre deux villes, tribus ou individus; les documents montrent que les tessères d'hospitalité étaient basées sur des avantages et des obligations réciproques.

## Echo dans les médias

### Au Pays basque
Le journal Naiz en a informé en direct via streaming. La nouvelle a été immédiatement diffusée dans les journaux et les médias du Pays basque, tels que Berria,, Argia,, EiTB, Deia et Noticias de Navarra, entre autres.

### Dans les médias internationaux
La découverte de la Main d'Irulegi a été relayée dans de nombreux médias à travers le monde. Entre autres, le groupe français France Bleu, la chaîne portugaise de CNN, l'agence de presse espagnole EFE, le journal brésilien Correio Braziliense, le site Time News ou encore Sharjah24news (Émirats arabes unis) ont informé de cette découverte.
La première nouvelle faite par un article du journal The Guardian a également eu une diffusion notable : le titre a été changé, car au début on informait sur un "ancien artefact espagnol", mais quelques heures plus tard, on a finalement préféré écrire "ancien artefact en bronze". Les magazines The Smithsonian Magazine et The Economist ont également écrit un article dans les premiers jours, faisant tous les deux référence à l'ancienneté de la langue basque.
Le magazine numérique britannique HeritageDaily a inclus la Main d'Irulegi parmi les dix principales découvertes archéologiques de 2022.

## Dans la culture populaire
Quelques jours après la nouvelle de la découverte, le mot sorioneku est apparu un peu partout : sur des maillots, des aliments et des décorations, entre autres. Beaucoup se sont demandé à qui revenait le droit de cet usage, alors que les demandes d'enregistrement de marque ont commencé à s'accumuler.

## Exposition
Un mois et demi après l'annonce de la découverte, le 29 décembre 2022, le gouvernement de Navarre l'a exposée publiquement au planétarium de Pampelune de 16h30 à 20h00, et plusieurs heures avant l'ouverture des portes, une longue file s'était déjà formée devant le bâtiment. Environ six mille personnes ont pu se trouver à quelques centimètres de la pièce, seulement séparées par un verre.

## Galerie
|                                                                 |
| Enfants admirant la Main d'Irulegi au planétarium de Pampelune. |

|                                                                            |
| La Main d'Irulegi exposée au planétarium de Pampelune le 29 décembre 2022. |

|                                                                |
| Queue pour voir la Main d'Irulegi au planétarium de Pampelune. |

|                    |
| La Main d'Irulegi. |

|                                                   |
| Présentation à María Chivite de la Main d'Irulegi |

|                                                        |
| La Main d'Irulegi exposée au planétarium de Pampelune. |